# Список объектов всемирного наследия ЮНЕСКО в Белизе
В спи́ске объе́ктов Всеми́рного насле́дия ЮНЕ́СКО в Бели́зе значится 1 наименование (на 2012 год), это составляет 0,1 % от общего числа (1248 на 2025 год).
Объект занесён в список в 1996 году на 20-й сессии Комитета всемирного наследия ЮНЕСКО по природным критериям, признан природным феноменом или пространством исключительной природной красоты и эстетической важности (критерий vii), в 2009 году занесён в список всемирного наследия, находящегося под угрозой, но в 2018 году исключён из списка объектов, находящихся под угрозой.
По состоянию на 2010 год, ни один объект на территории государства не находится в числе кандидатов на включение в список всемирного наследия.
Белиз ратифицировал Конвенцию об охране всемирного культурного и природного наследия 6 ноября 1990 года.

## Список
| # | Изображение | Название | Местоположение                                            | Время создания | Год внесения в список | №   | Критерии   |
| - | ----------- | --- | --------------------------------------------------------- | -------------- | --------------------- | --- | ---------- |
| 1 |             | Резерваты Барьерного Рифа Белиза: (англ. Belize Barrier Reef Reserve System) а) национальный парк и морской заповедник Бакалар-Чико б) Большая голубая дыра в) природный памятник Халф-Мун-Кей г) морской заповедник Саут-Уотер-Кей д) морской заповедник Гловерс-Риф е) национальный парк Лафин-Берд-Кей ж) морской заповедник Саподилла-Кейс | Округа: Белиз (а, б, в), Стэнн-Крик (г, д, е), Толедо (ж) | —              | 1996                  | 764 | vii, ix, x |